# Ini
Ini je bio drevni Egipćanin. Živio je tijekom 4. dinastije. Umro je za vrijeme vladanja faraona Kufua. Bio je nadglednik pastira i pašnjaka. Pokopan je u mastabi G 1235 u Gizi.